# Сабиниан Магн
Вижте пояснителната страница за други личности с името Сабиниан.
Сабиниан Велики (на латински: Sabinianus Magnus) e висш военачалник и областен управител в Източната Римска империя през 5 век при император Зенон. За етническия произход на Сабиниан няма категорични данни.
Описван е като ревностен крепител на воинската дисциплина. Подкрепя сенатската институция и се бори против падането на законовия ценз в държавата. Сравняван е с древните римски пълководци.
В 479 г. Сабиниан е назначен за военачалник на българите, управител на Воден и областен началник - magister militum per Illyricum на Илирия и Македония. Тогава в 479 г. император Зенон за да предотврати заплахата от готите, се объръща за помощ към тракийските хуни и българите, пише Йоан Антиохийски в своята хроника De insidiis , и назначава за пълководец на българскo-източноримската войска най-добрия си военноначалник магистър Сабиниан Велики, който маневрирайки с българските си и римски отряди успял да прогони готите на остготския крал Теодорих Велики като им нанася решително поражение , според Марцелин Комес Теодорих ги „отблъснал повече с ум, отколкото с храброст“ разбивайки отряда от войската им командван кралския брат Теудимунд в който са майката и сестрата на краля, само това, че изоставя войните си на произвола на съдбата и дори разрушава спасителният за тях мост позволява на Теудимунд с майка си да не падне в плен, но войната продължава и по-късно той все пак е убит. Сабиниан заедно с преторианския префект на Илирия Йохан убеждава император Зенон да не сключва мир с Теодорих Страбон, получава значителни подкрепления и разгромът на краля е неизбежен, но магистъра става жертва на интрига и е убит с измама от императора в 481 г.
Баща е на Флавий Мошиан (консул 512 г.) и на Флавий Сабиниан (консул 505 г.) който тицинският епископ Енодий (* 473 - † 524), съвременник на епохата, в панегирика си към Теодорих еднозначно определя като „Началник на българите“ (Vulgarum ductor).